# يوجين شيما
يوجين شيما (بالألبانية: Eugen Shima‏) هو لاعب كرة قدم ألباني في مركز الدفاع، ولد في 31 أكتوبر 1992 في تيرانا في ألبانيا. شارك مع منتخب ألبانيا تحت 17 سنة لكرة القدم. أما مع النوادي، فقد لعب مع نادي تيرانا.

## وصلات خارجية
- يوجين شيما على موقع قاعدة بيانات كرة القدم.إي يو (الإنجليزية)
- يوجين شيما على موقع Soccerway.com (الإنجليزية)